# Ruhrbesetzung

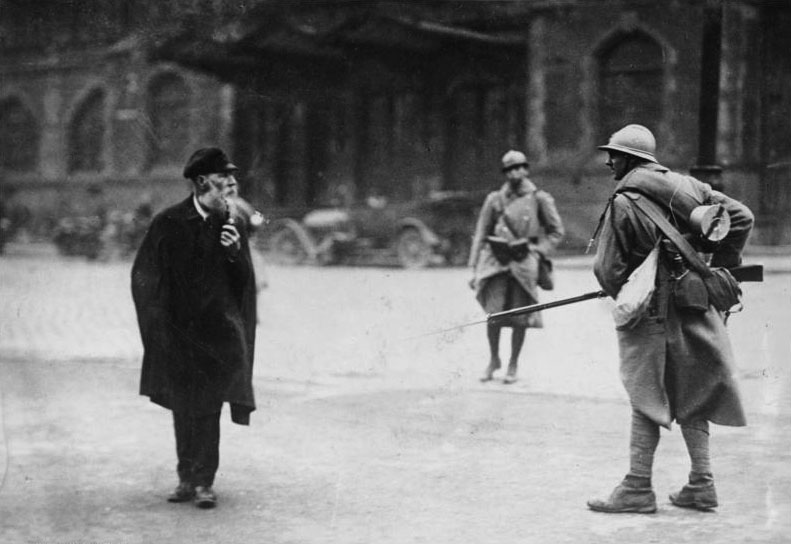
Deutscher Zivilist und französischer Besatzungssoldat vor dem Essener Hauptbahnhof, 1923

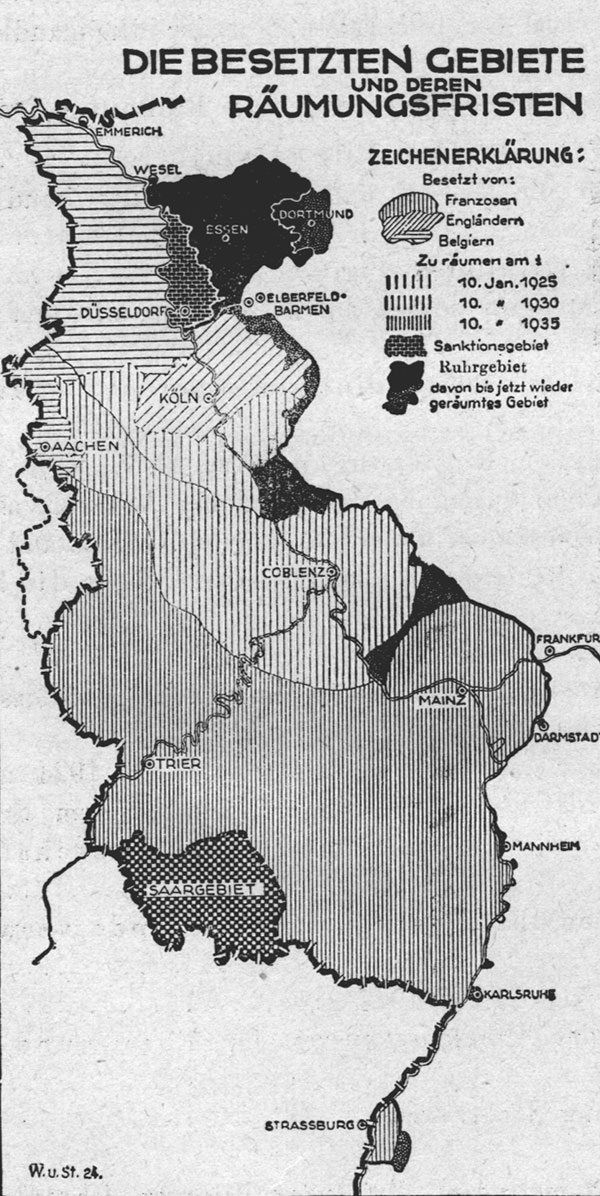
Verwaltung bzw. Besatzung der westdeutschen Gebiete gegen Ende der Ruhrbesetzung

Die Ruhrbesetzung (auch Ruhrkrise, Ruhreinmarsch oder Ruhrinvasion genannt) war die Okkupation der bis dahin unbesetzten Teile des Ruhrgebiets durch Besatzungstruppen Frankreichs sowie Belgiens ab Anfang 1923 bis 1925. Die Krise in der Zeit der Weimarer Republik markiert den Höhepunkt des politisch-militärischen Konfliktes um die Erfüllung der alliierten Reparationsforderungen nach dem Ersten Weltkrieg zwischen dem Deutschen Reich und den Siegermächten, besonders Frankreich. Der primär zivile, aber auch teils militante deutsche Widerstand gegen die Besatzer wird häufig Ruhrkampf genannt. Verlauf und Ausgang der Ruhrkrise besaßen sowohl für die internationalen Beziehungen mit und zwischen den Siegermächten wie auch für die innenpolitischen Entwicklungen Deutschlands weitreichende Bedeutung.

## Vorgeschichte: Erster Weltkrieg, Waffenstillstand, Vertrag von Versailles
Die Eskalation zur militärischen Besetzung des Ruhrgebiets markierte den Höhepunkt, aber auch den entscheidenden Wendepunkt in den internationalen Beziehungen nach dem Ersten Weltkrieg. Im Kern stand der Konflikt um die Erfüllung der alliierten Reparationsforderungen nach dem Ersten Weltkrieg zwischen der Weimarer Republik und den Siegermächten, besonders Frankreich. Die Unerbittlichkeit der Auseinandersetzung ist jedoch nur zu verstehen angesichts der Verheerungen des Ersten Weltkrieges. Die Opferzahlen unter den Soldaten stiegen in diesem ersten industriellen Krieg in unvorstellbare Höhen – entsprechend fiel die Abrechnung aus.
Der Waffenstillstand von Compiègne beendete am 11. November 1918 die Kriegshandlungen. Die Interaktion zwischen den Alliierten und den jeweiligen Vertretern des Deutschen Reiches wurde in der Folgezeit symptomatisch für die ganzen nächsten Jahre bis 1924: Die Waffenstillstandsbedingungen waren im Wesentlichen nicht verhandelbar. Die Entscheidung der Verantwortlichen auf deutscher Seite: Annehmen oder Ablehnen, war begleitet von der Drohung, dass bei einer Ablehnung die Alliierten den Krieg fortsetzen würden. Der Verhandlungsführer auf deutscher Seite, Matthias Erzberger, wiederum unterschrieb und deutete gleichzeitig an, dass bei allem Willen zur Erfüllung der Bedingungen manche davon undurchführbar sein würden.
Ähnliches wiederholte sich beim Versailler Vertrag, der den Krieg beenden und Frieden schaffen sollte. Zur Konferenz war Deutschland nicht eingeladen, sondern erst nach Fertigstellung des vollständig ausgehandelten Werkes im Mai 1919, das der deutschen Delegation um Reichsaußenminister Ulrich von Brockdorff-Rantzau zur Unterschrift vorgelegt wurde. Am 22. Juni 1919 stimmte die deutsche Nationalversammlung für die Unterzeichnung; bei einer Weigerung wäre der Kriegszustand wieder eingetreten. Am 9. Juli 1919 stimmte die Nationalversammlung dafür, den Versailler Vertrag als deutsches Gesetz zu beschließen.

## Das Umsetzungsregime des Versailler Vertrages und die Herausbildung des „elastischen Widerstands“ der Reichsregierungen (1920–1922)
Im Januar 1920 trat der Versailler Vertrag in Kraft. Der deutschen Reichsregierung stand die Reparationskommission gegenüber, das wichtigste Umsetzungsgremium für den Friedensvertrag mit weitreichenden Vollmachten. Der deutsche Erfüllungs- wie Revisionswille traf auf ein mächtig ausgestattetes Durchsetzungsgremium bei den Alliierten, in dem Frankreich den Vorsitz führte. In den Auseinandersetzungen der folgenden Jahre um die Auslieferungsliste der wegen Kriegsverbrechen beschuldigten Personen, die Verkleinerung des Heeres oder die Entwaffnung der Bürgerwehren bildete sich der Politikstil des „passiven“ oder „elastischen“ Widerstands heraus. Dieser bestand darin, alliierte Anforderungen in der Regel nicht offen abzuweisen, aber hinhaltend zu reagieren, Vorbehalte vorzubringen und so lange zu lavieren, bis direkter Zwang drohte. Sich um eine Frage sozusagen, wie der Innenminister Erich Koch (DDP) es ausdrückte, „herumzudrücken, also eine Politik des ‚elastischen Widerstandes‘“.

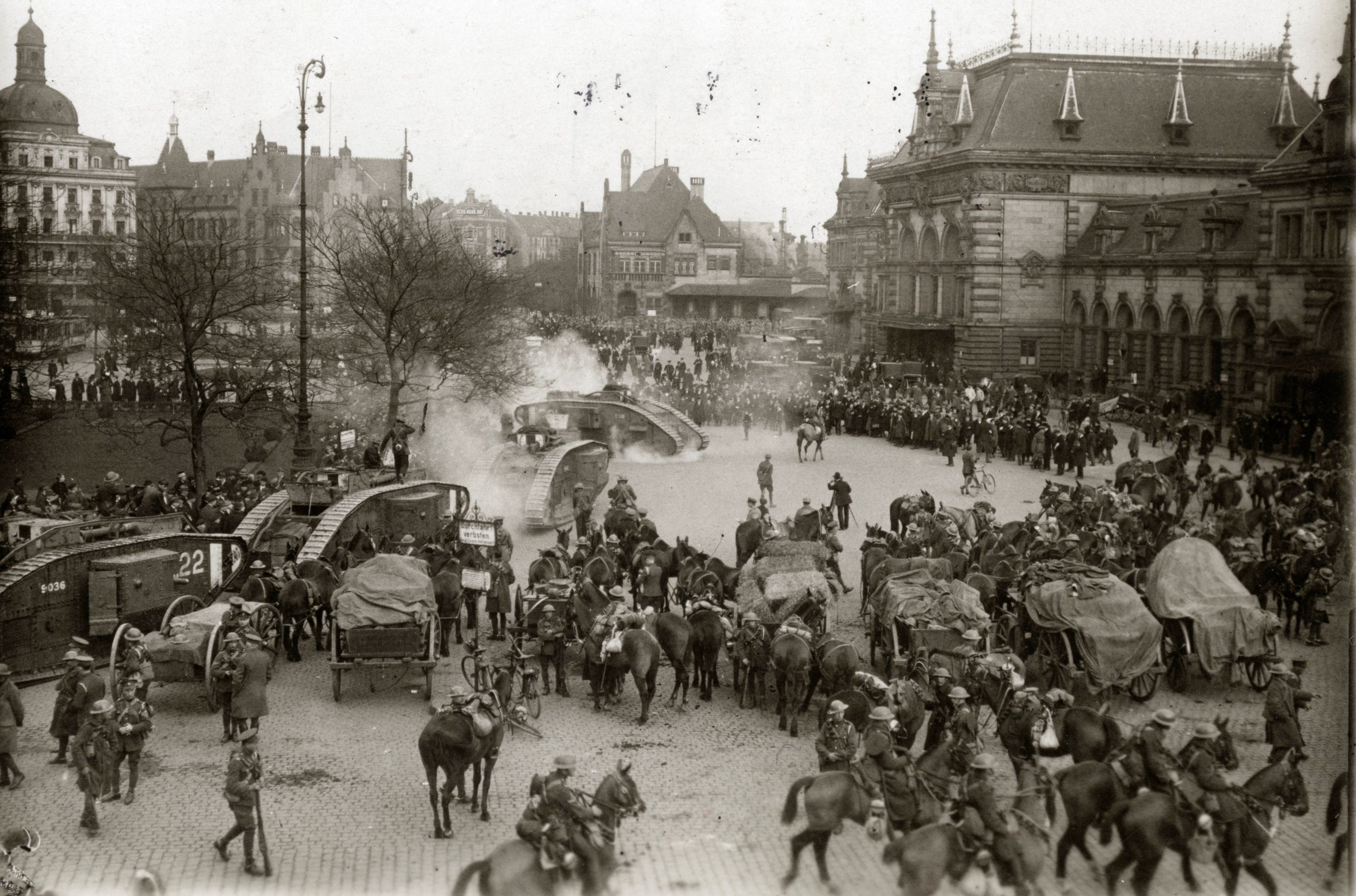
Alliierte Besetzung Düsseldorfs im März 1921: Szene mit britischen Panzern auf dem Wilhelmplatz vor dem Hauptbahnhof

Der alliierte Verhandlungsstil gegenüber der Reichsregierung blieb während der ersten Umsetzungsjahre des Versailler Vertrages unverändert. Die großen offenen Fragen des Vertrages betrafen die Kohlenlieferungen an die Alliierten (Konferenz von Spa, Juli 1920) sowie die Höhe der Reparationen und die Art ihrer Aufbringung (Londoner Konferenz, März 1921). Beide Male trafen die Alliierten ihre Vereinbarungen. Deutsche Delegationen wurden mit dem Ergebnis konfrontiert: Die Kapitalsumme der deutschen Reparationsschulden wurde auf 132 Milliarden Goldmark festgelegt, die Deutschland zu tilgen und zu verzinsen hatte. Weigerte sich Deutschland, zu unterzeichnen, drohten Sanktionen. In Spa 1920 drohte die sofortige Besetzung des Ruhrgebiets. In London im März 1921 wurde die deutsche Weigerung, den vorgelegten Zahlungsplan zu unterschreiben, mit der alliierten Besetzung von Düsseldorf, Duisburg und Ruhrort beantwortet. Im Mai desselben Jahres legten die Alliierten ultimativ einen Zahlungsplan zur Unterzeichnung vor, andernfalls droht die Besetzung des Ruhrgebiets. Er wurde im Mai 1921 von der deutschen Regierung unterzeichnet. Im Juli des Folgejahres erbat die Reichsregierung ein zweijähriges Moratorium. Das bisherige Regime des gemeinsam ausgeübten Zwanges geriet im Jahr 1922 auch unter den Alliierten an seine Grenze.

## Die Pfade zur Ruhrbesetzung im Jahr 1922

### Haltung des französischen Ministerpräsidenten und die Rolle der interalliierten Schulden
Der französische Ministerpräsident Raymond Poincaré, der seit dem 15. Januar 1922 gleichzeitig amtierender Außenminister war, bestand auf einer kompromisslosen Erfüllung der Bestimmungen des Versailler Vertrags. Er löste den Ministerpräsidenten Aristide Briand ab, dem eine zu nachgiebige Haltung gegenüber Deutschland vorgeworfen worden war. Deutschen Wünschen nach Zahlungsaufschub nachzukommen, war für Poincaré nur gegen „produktive Pfänder“ als Garantien und Sicherheiten denkbar. Laut der französischen Historikerin Denise Artaud waren Poincaré und das Finanzministerium übereinstimmend einer Reduktion der deutschen Reparationsschuld jedoch gar nicht abgeneigt gewesen, hätte dem eine entsprechende Reduktion der interalliierten Kriegsschulden gegenübergestanden.

### Sicherheitsfrage und der Vertrag von Rapallo
Ein zweiter Faktor war die Sicherheitsfrage. Hier wirkte der Abschluss des Vertrages zwischen Deutschland und Sowjetrussland in Rapallo, am Rande der Konferenz von Genua im April 1922 für den französischen Ministerpräsidenten wie eine Kampfansage. Für den irischen Historiker Mark Jones war dieses Ereignis ein Wendepunkt in der Politik Poincarés hin zu einem selbstermächtigten und gegebenenfalls isolierten Vorgehen gegenüber Deutschland. In einer Rede am 24. April 1924 in Bar-le-Duc deutete der französische Ministerpräsident erstmals öffentlich ein militärisches Vorgehen gegenüber Deutschland an, sollte es weiterhin seine Verpflichtungen aus dem Versailler Vertrag verfehlen.

### Inflationsentwicklung in Deutschland und drohender Zahlungsausfall Deutschlands
Ein dritter Faktor war die sich beschleunigende Inflation in Deutschland. Der im Juni 1922 einsetzende rapide Verfall der Mark und der Beginn der Hyperinflation wird mit der Ermordung des deutschen Außenministers Walther Rathenau am 24. Juni 1922 in Verbindung gebracht.  Als Hauptursache bezeichnet der Wirtschaftshistoriker Carl-Ludwig Holtfrerich jedoch neuerdings die Veröffentlichung des Berichts des internationalen Anleihe-Komitees unter Vorsitz des amerikanischen Bankiers J. P. Morgan am 10. Juni 1922. Der Bericht lehnte ausdrücklich eine Empfehlung für Kapitalanlagen in Deutschland ab, solange die Reparationsforderungen aus dem Zahlungsplan von 1921 nicht reduziert seien – eine für Poincaré unannehmbare Vorstellung. Auch der Wirtschaftshistoriker Sebastian Teupe verweist darauf, dass der bisherige Optimismus internationaler Anleger im Sommer 1922 in einen endgültigen Vertrauensverlust umschlug.
Der Markverfall brachte die deutsche Regierung im Juli an den Punkt, die im Moratorium vereinbarten Zahlungen nicht mehr leisten zu können. Am 12. Juli 1922 ersuchte sie um Stundung der Geldleistungen bis Ende 1924. Am selben Tag beauftragte der französische Ministerpräsident Marschall Ferdinand Foch, die militärische Besetzung des Ruhrgebiets konkret vorzubereiten. Pläne dazu waren seit 1919 im Generalstab ausgearbeitet und seitdem stets aktualisiert worden. Dabei spielte die dauerhafte Einflussnahme in den deutschen Rheinlanden von vornherein eine bedeutsame Rolle für Frankreich – sie wurde von Belgien besorgt betrachtet. Im Frühjahr 1923 wurden die Pläne für ein Protektorat Frankreichs im Rheinland und im Ruhrgebiet in politischer, militärischer und wirtschaftlicher Hinsicht in Frankreich intensiviert weiterentwickelt.

### Verschärfung der Situation durch die Verknotung der Themen
Im August berieten die alliierten Regierungschefs in London, wie sie mit der deutschen Bitte um Zahlungsaufschub und den französischen Plänen einer umfassenden Pfandnahme umgehen sollten, kamen aber zu keiner Einigung. Bei den nachfolgenden Diskussionen zwischen den Alliierten spielte die Thematik der interalliierten Kriegsschulden eine eskalierende Rolle. Die Schuldenfrage war mit der Aufforderung der US-Amerikaner an die Alliierten, ihre Schulden zu konsolidieren, seit Februar 1922 auf dem Tisch. Nachdem das britische Kabinett im Juli 1922 dem zugestimmt und Anfang August wiederum seine eigenen Schuldner – darunter Frankreich – zu Maßnahmen aufgefordert hatte, die Schulden abzutragen, zeichnete sich ab, dass die Reparationseingänge von Deutschland der Schuldentilgung der Alliierten untereinander und nicht der Konsolidierung der französischen Wirtschaftslage zugutekommen würden.
Für Frankreich waren die Einnahmen durch deutsche Reparationszahlungen auch deshalb so wichtig, weil es seit Kriegsende nicht gelungen war, den Haushalt durch Steuererhöhungen oder Ausgabenkürzungen ins Gleichgewicht zu bringen. Tatsächlich war das Haushaltsdefizit in den Jahren 1918–1922 größer als während des Weltkriegs. Immer wieder war die notwendige Austeritätspolitik mit Blick auf die, wie man wähnte, demnächst reichlich sprudelnden Reparationseinnahmen verschoben worden. Als sich dies immer deutlich als Fiktion erwies, begann Mitte 1922 der Kurs des Franc gegenüber dem Dollar zu fallen. Es drohte eine Inflation, weshalb der Handlungsdruck Anfang 1923 deutlich gewachsen war.
Der Ruhreinmarsch war auch der Versuch, im letzten Moment die Notbremse gegen die übermächtig gewordene deutsche Ruhrindustrie zu ziehen. Diese war zu einem mächtigen Faktor der deutschen und europäischen Politik geworden und drohte bei der von vielen geplanten kartellartigen Zusammenarbeit auf dem Kontinent die größten Quoten zu erhalten. Es liegt nahe, dass auch manche französische Unternehmer über die Besetzung an die benötigte Kohle kommen wollte und auch wirtschaftliche Dominanz erlangen wollte.
Die Konferenzen der Regierungschefs Frankreichs, Großbritanniens, Belgiens und Italiens im Dezember in London (9. Dezember 1922) und Januar in Paris (2.–4. Januar 1923) kamen zu keinen neuen Lösungen. Vielmehr klärten sich die Positionen zu der sich immer deutlicher herausschälenden Militäraktion: Im Dezember gesellten sich die Belgier zur geplanten Aktion. Im Januar folgten auch die Italiener durch eine Beteiligung an der Ingenieurskommission. Großbritannien, das die Aktion ablehnte, hinderte die Verbündeten nicht. Mit dem Liberalen David Lloyd George war laut Jones der erklärteste Gegner einer Ruhrbesetzung von der politischen Bühne abgetreten und der Konservative Bonar Law, sein Nachfolger als Premierminister, hatte nicht vor, die französischen Verbündeten zu stoppen.

### Weichenstellungen in Deutschland
Die Reparationspolitik der deutschen Regierung Wirth lief bis in den November darauf hinaus, ein längerfristiges Moratorium (3–4 Jahre für alle Bar- und Sachleistungen) zu beantragen und die Zeit für eine Konsolidierung des Haushaltes und der Finanzen zu nutzen. Eine entsprechende Note an die Reparationskommission am 14. November 1922 markierte zugleich das Ende der Regierung Wirth, die aus innenpolitischen Gründen zurücktrat.
An der Spitze der neuen deutschen Regierung trat mit Wilhelm Cuno erstmals ein Parteiloser. Er war Generaldirektor der Hamburger Großreederei HAPAG, hatte gute Geschäftskontakte in die USA und Großbritannien und war mit der Reparationsfrage durch seine Tätigkeit als Sachverständiger bereits vertraut. Politisch stand er der Deutschen Volkspartei (DVP) nahe, seine Berufung verdankte er der Wertschätzung des Reichspräsidenten Friedrich Ebert. Sein Kabinett bestand aus vier parteilosen Fachministern und ansonsten Angehörigen der bürgerlichen Parteien der Deutschen Demokratischen Partei, der DVP, des Zentrums und der Bayerischen Volkspartei. Dieses bürgerliche Minderheitenkabinett war für Mehrheiten im Parlament auf die Duldung von SPD oder der rechtsnationalistischen Deutschnationalen Volkspartei (DNVP) angewiesen. Mit der Regierungserklärung bekräftigte das neue Kabinett die Politik der Vorgängerregierung, so dass in Frankreich kein grundlegender Politikwechsel von Deutschland erwartet werden konnte. Bereits zwei Wochen nach Amtsantritt der neuen Regierung drangen aus Paris am 27. November 1922 Erklärungen, dass die französische Regierung eine Besetzung von zwei Dritteln des Ruhrgebiets plane.

### Entscheidung für den Einmarsch und die Vorwände zur Ruhrbesetzung

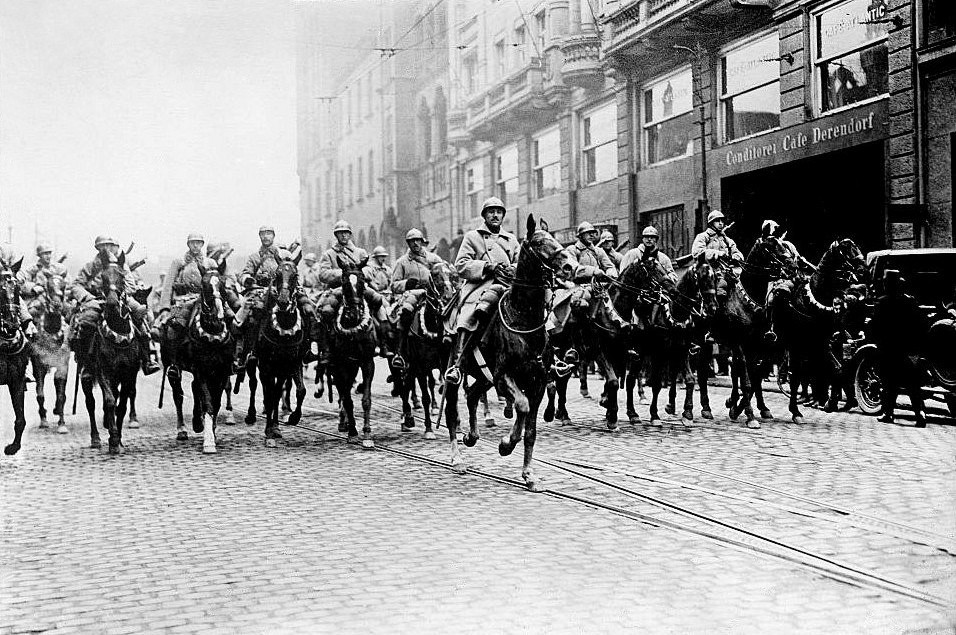
Einzug französischer Truppen in Essen, 1923

Die Entscheidung für die Besetzung fiel am 27. November im französischen Ministerrat unter der Leitung des Staatspräsidenten Alexandre Millerand. Am 26. Dezember 1922 schuf die Reparationskommission den Vorwand für Sanktionen, indem gegen die Stimme des britischen Vertreters, Versäumnisse bei der Lieferung von Schnittholz und Telegrafenstangen festgestellt wurden, am 9. Januar 1923 ergänzte die Reparationskommission mehrheitlich die Versäumnisliste um zu geringe Kohlenlieferungen. Wann sich der französische Ministerpräsident selber endgültig auf die Militäraktion festlegte, darüber gibt es in der Geschichtswissenschaft, wie Jones feststellt, unterschiedliche Meinungen. Er hebt jedoch hervor, dass seit September die französische Diplomatie und die französisch-deutschen Verhandlungen über Wirtschaftsfragen einem Muster folgten, bei dem Vorschläge seitens Frankreich entweder als inakzeptabel abgelehnt oder auf nächste Sitzungen vertagt wurden. Am 11. Januar 1923 begann die militärische Besetzung des Ruhrgebiets. Am Tag zuvor war der deutsche Botschafter in Paris vom Charakter der Aktion unterrichtet worden, die keine militärische sei, sondern nur dem Schutz einer Ingenieurskommission diene.

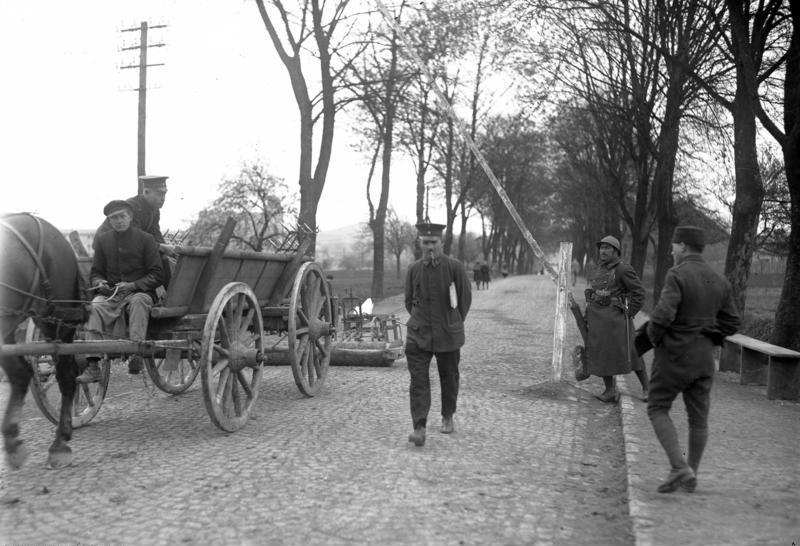
Ausgewiesene deutsche Beamte überschreiten im April 1923 am französischen Grenzposten bei Limburg an der Lahn die Grenze

## Besetzung
Zwischen dem 11. und dem 16. Januar 1923 besetzten unter dem Befehl des französischen Generals Jean-Marie Degoutte französische und belgische Truppen laut Wuttke in einer Stärke von zunächst 60.000, später 100.000 Mann das gesamte Ruhrgebiet bis Dortmund. Erstes Ziel war Essen, es folgten Gelsenkirchen, Bochum, Recklinghausen, Hattingen und weitere Orte zwischen der Ruhr im Süden und der Lippe im Norden. Bis März 1923 waren laut Ullrich zwischen 70.000 und 100.000 Personen der Besatzungstruppen stationiert. Belgien war mit 8.000 Soldaten an der Aktion beteiligt. Auch diese standen unter Befehl des Generals Degoutte. Die Truppen waren kriegsmäßig bewaffnet; Krumeich spricht von einer „regelrechten Kriegsbesetzung“. Anlassbezogen wurden im Laufe der Auseinandersetzung weitere Gebiete besetzt, wie z. B. Offenburg und Appenweier im Februar 1923.
Unter dem Kommando von Degoutte bezog Brigadegeneral Joseph Denvignes im „Brückenkopf“ Düsseldorf Stellung. Aus dem Stahlhof als Dienstsitz seiner Zentralstelle für Zivilangelegenheiten erteilte er den deutschen Stellen Anweisungen. Beamte wie der Düsseldorfer Oberbürgermeister Emil Köttgen, die sich weigerten, die Anweisungen zu befolgen, wurden verhaftet und ausgewiesen. Vorübergehend wurden im Frühjahr und Sommer desselben Jahres auch Teile des bergischen Industriegebiets von französischen Verbänden besetzt, namentlich Remscheid und Lennep (März 1923 bis Oktober 1924) sowie kurzzeitig auch Barmen (Juli 1923), während Elberfeld unbesetztes Gebiet blieb und Solingen bereits im seit 1919 britisch besetzten Brückenkopfgebiet um Köln lag.
Ziel der Besatzung war es, die dortige Kohle- und Koksproduktion als „produktives Pfand“ zur Erfüllung der deutschen Reparationsverpflichtungen zu sichern. Deutschland habe nämlich laut dem Autor Castillon während des Krieges die Hälfte der französischen Kohleförderungs-Kapazität zerstört – diese Aussage wird allerdings von anderen Autoren so nicht geteilt. Um die tatsächliche Leistungsfähigkeit der Hütten und Bergwerke zur Erbringung der Reparationen zu ermitteln, rückte mit dem französischen und belgischen Expeditionskorps auch die Mission Interalliée de Contrôle des Usines et des Mines (MICUM) ein, eine Fachkommission aus 72 französischen, belgischen und italienischen Fachleuten, hauptsächlich Ingenieuren.
Nicht völlig geklärt ist, ob es dem französischen Premier Poincaré nicht auch um mehr ging als um die Beibringung von Reparationsleistungen. Er strebte laut einigen Autoren eine mit dem Status des Saargebiets vergleichbare Sonderstellung des Rheinlands und des Ruhrgebiets an, bei der die Zugehörigkeit zum Deutschen Reich nur mehr formal gewesen wäre und stattdessen Frankreich eine bestimmende Position eingenommen hätte.
Die Regierung des Vereinigten Königreichs stufte die Ruhrbesetzung als illegal ein. Die Regierung der Vereinigten Staaten missbilligte die Besetzung als verwerfliche „Gewaltpolitik“.

## Ruhrkampf

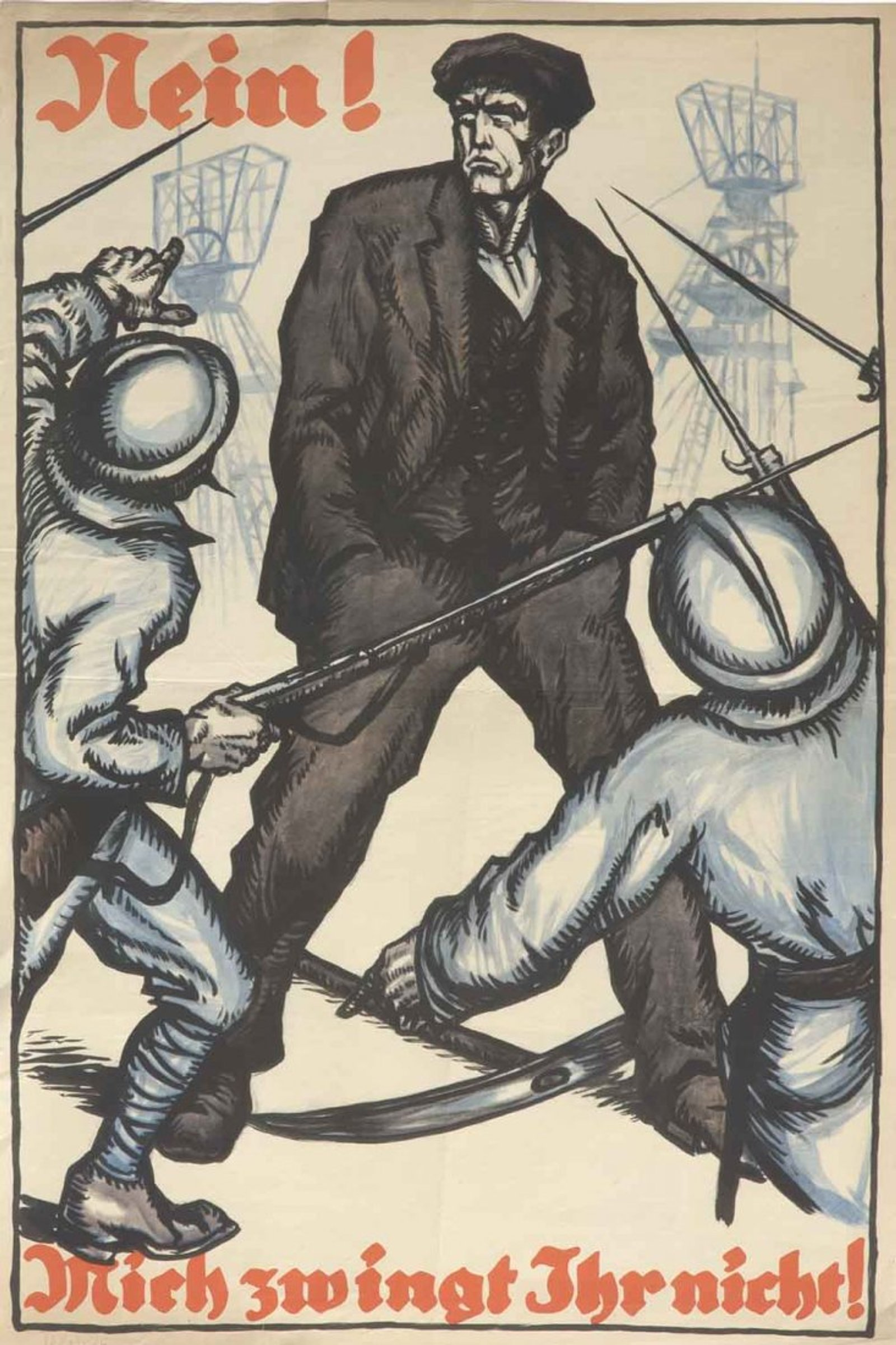
„Nein! Mich zwingt Ihr nicht!“ – Protestplakat 1923

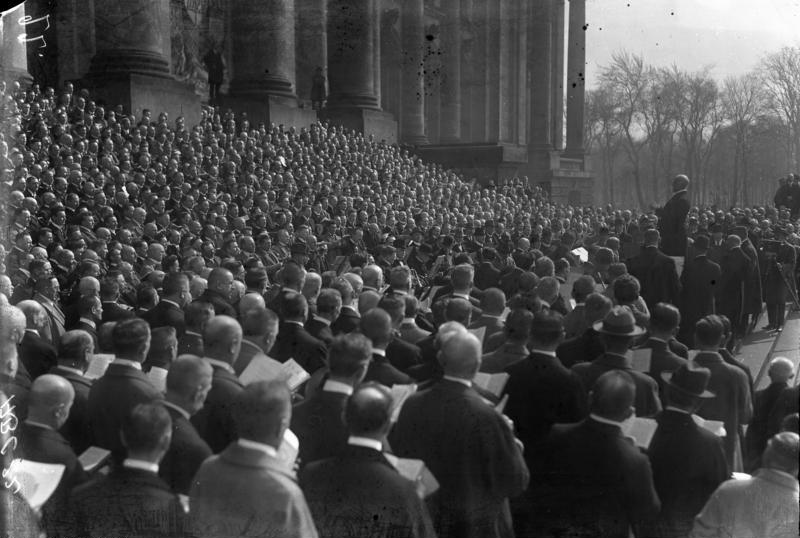
Kundgebung gegen die Ruhrbesetzung auf dem Berliner Königsplatz am 25. März 1923

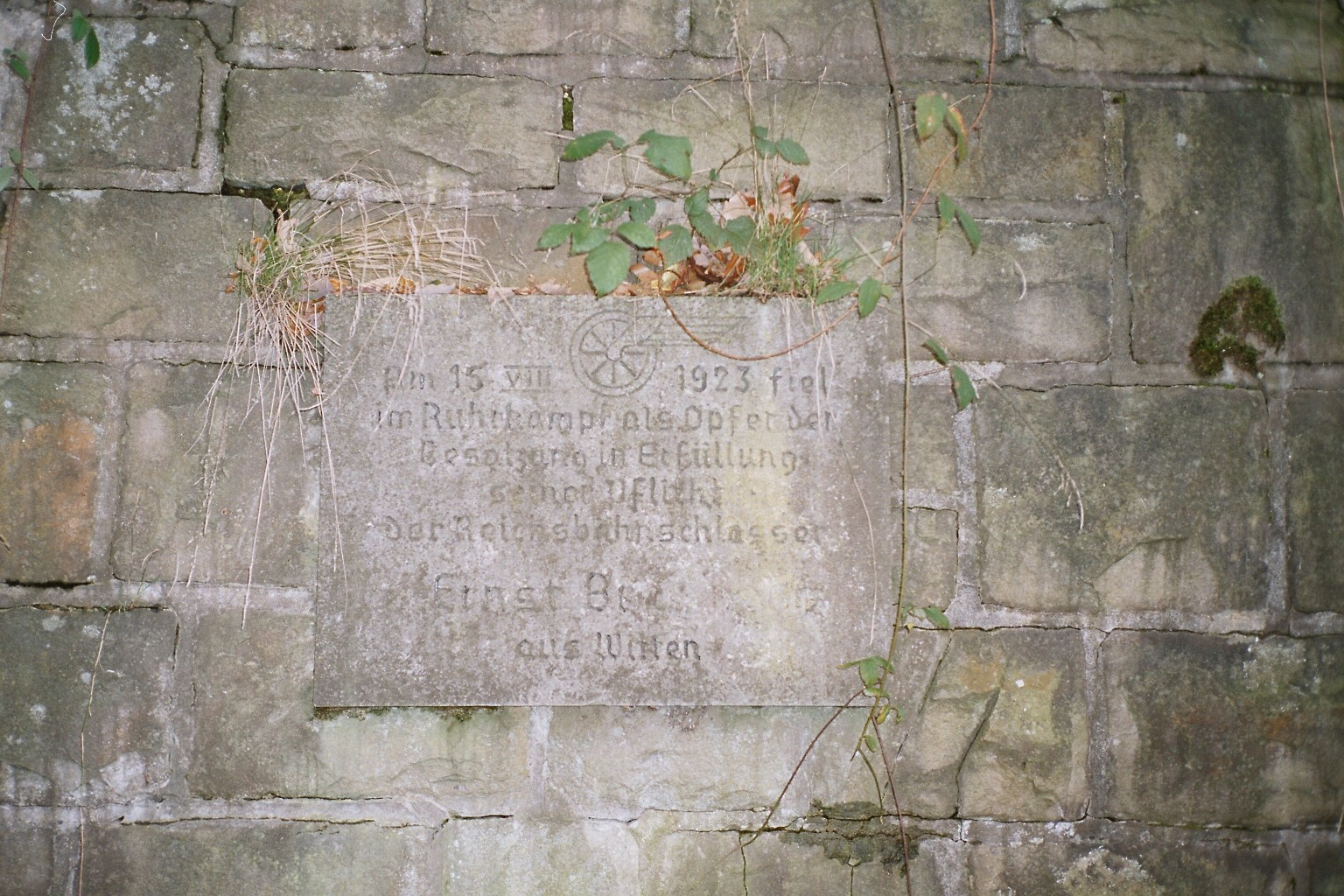
Gedenktafel an einer Unterführung der Ruhrtalbahn für ein Opfer der Ruhrbesetzung

### Die Entwicklung des passiven Widerstands als Reaktion auf den Einmarsch
Als Reaktion auf den Einmarsch entwickelte sich in Deutschland ein „passiver“ bzw. „elastischer Widerstand“, bei dem die Reichsregierung eine entscheidende Rolle spielte. Am 13. Januar erklärte Reichskanzler Cuno für seine Regierung im Reichstag: 

„Sie kann sich gegen diese Gewalt nicht wehren. Sie ist aber nicht gewillt, sich dem Friedensbruch zu fügen oder gar, wie ihr angesonnen wird, bei der Durchführung der französischen Absichten mitzuwirken. […] Sie weist diese Zumutung zurück.“

In der Literatur wird dies in der Regel als ein Aufruf der Regierung an die Bevölkerung beschrieben, der vom am 13. Januar in einer Rede im Reichstag ergangen sei. Demgegenüber verweist die deutsche Historikerin Barbara Müller darauf, dass sich ein expliziter Aufruf an die Bevölkerung mit Anweisungen zum passiven Widerstand in den Quellen nicht finden lässt, sondern zunächst ausschließlich die erstmalige Verweigerung einer Reichsregierung bei Sanktionen von alliierten Mächten. Unstrittig ist, dass sie damit in einer eindeutigen Führungsrolle für die Entwicklung des passiven Widerstands als umfassender Kampagne der Nichtzusammenarbeit im Ruhrgebiet stand. Es wird in der Literatur hervorgehoben, dass es im Vorfeld keinen ausgearbeiteten staatlichen Plan als Reaktion auf diese vorhersehbare Invasion gab. Die ersten Interventionen der deutschen Regierung entstanden als Reaktionen auf die französische Politik. Die belgische Historikerin Rolande Depoortere betont, dass der deutsche Widerstand zu Beginn der Besetzung improvisiert war, dann aber methodisch und dauerhaft organisiert worden sei. Der deutsche Zeithistoriker Michael Ruck hat detailliert die Schritte der Reichsregierung in den Widerstand beschrieben. Sie geschahen im Zuge der Eskalation zwischen Besatzungsmächten einerseits, sowie auf der deutschen Seite Industrievertretern, Gewerkschaften, Beschäftigten, Kommunalvertretern und Bevölkerung andererseits.
Als am 4. Januar mit dem Scheitern der letzten interalliierten Konferenz der Einmarsch zur Gewissheit wurde, fiel bereits die Entscheidung, dass die Reichswehr nicht militärisch in den Konflikt eingreifen würde: Sie war dazu,. wie der Chef der Heeresleitung Hans von Seeckt der Reichsregierung mitteilte, nicht in der Lage. Am 8. Januar beschloss das Rheinisch-Westfälische Kohlensyndikat die Verlegung seiner wichtigsten Schaltzentrale aus dem von der Besetzung bedrohten Essen nach Hamburg und entzog damit bereits vor dem Einmarsch die wichtigste Datenquelle zur Kontrolle der Kohlenverteilung und -lieferung der Kontrolle möglicher Besatzer. Am 9. Januar beriet das Kabinett mit Reichspräsident Ebert über mögliche eigene Gegenmaßnahmen der Regierung; gleichzeitig fanden an diesen Tagen erste Gespräche mit und zwischen Gewerkschaftsführern und Industriellen über Gegenmaßnahmen statt. Nach dem Einmarsch am 11. Januar riefen Präsident Ebert und Kanzler Cuno die Bevölkerung nicht zum passiven Widerstand, sondern zur Besonnenheit und Gewaltkontrolle auf. An diesem Tag stellte die Reichsregierung die Reparationslieferungen an Frankreich und Belgien ein. In Essen weigerte sich der Oberbürgermeister Hans Luther, die einmarschierenden Soldaten wie befohlen an der Rathaustüre zu empfangen, sondern ließ den Offizier warten und empfing ihn schließlich in seinem Amtszimmer und protestierte gegen die Gewalt. Diese symbolische, aber pressewirksame Geste machte ihn „gar zu einer Symbolfigur des passiven Widerstandes“. Die Bevölkerung der Stadt war zu Protestaktionen aufgerufen worden wie die Läden zu schließen, die Straßen zu leeren und die Rollläden herunterzulassen.
Um dennoch zu Kohlenlieferungen zu kommen, setzten die Besatzungsmächte im besetzten Gebiet in den nächsten Tagen auf Verhandlungen mit den Zechenbesitzern. Am 14. Januar verbot die Reichsregierung jede Lieferung von Kohlen und Koks und machte damit diesen Gesprächen ein Ende. Als Sanktion erfolgte die Besetzung Dortmunds am 16. Januar und ein Ultimatum gegen die Zechenbesitzer, die Kohlenlieferung bis zum 17. Januar wieder aufzunehmen. Ab dem 17. Januar wurden im besetzten Ruhrgebiet leitende Persönlichkeiten verhaftet, die die Kooperation verweigerten; Soldatentrupps beschlagnahmten Güter und verlangten die Umlenkung von Kohlenzügen und -kähnen. Dieses verschärfte Vorgehen führte jedoch zu einer sich ausweitenden Protestwelle, die aus Verweigerung, spontanen Streiks, Streikdrohungen und Demonstrationen für die Freilassung Verhafteter bestand. Die Verhaftung von sechs Ruhrindustriellen am 20. Januar und der Kriegsgerichtsprozess gegen sie vor dem französischen Militärgericht in Mainz am 24. Januar erzeugten die nächste Solidarisierungswelle, die nun nationalistische Töne anschlug und gegenüber den Besatzungsmächten eine feindseligere Haltung erkennen ließ.
Bis dahin hatten sich die Grundzüge des passiven Widerstands herausgebildet. Sollte die Eisenbahn zunächst von einer allgemeinen Verweigerung der Zusammenarbeit ausgenommen werden, so wurde das Personal der Wasserstraßenverwaltung bereits am 15. Januar mit Anweisungen versehen, die die spätere umfassende Nichtzusammenarbeit erstmals konkretisierten. Die Grundlinie war die Weigerung, den Forderungen der Besatzungsmächte nachzukommen und die Aufforderung, sich stattdessen an das deutsche Recht zu halten. Am 19. Januar wurde schließlich der Beamtenschaft in einer allgemeinen Anweisung untersagt, den Befehlen der Besatzungsmacht Folge zu leisten.
Bis dahin hatte sich im besetzten Gebiet die oben beschriebene Protestwelle ausgebreitet, mit der niemand gerechnet hatte. Die belgischen Historikerinnen Laurence van Ypersele und Rolande Depoortere betonen die Überraschung bei der französischen Besatzungsmacht. Der Oberbefehlshaber General Jean-Marie Degoutte dachte schon an Rückzug. Am 19. Januar forderte er dringend Truppenverstärkung und französisches Eisenbahnpersonal an, setzte am 21. Januar weitere Verhaftungen und Beschlagnahmungen aus und ließ die Besetzung einer Kokerei abbrechen. Die Belgier dagegen zeigten sich unbeeindruckt. Sie setzten von Anfang bis Ende auf maximalen Druck und forderten drastische Maßnahmen, um den deutschen Widerstand möglichst schnell zu brechen.
Unter dem am 25. Januar herbeigerufenen General Maxime Weygand begann eine neue Phase der Besatzungspolitik mit dem Belagerungszustand, einer Blockade der Kohle, dann der Erztransporte und der Abschnürung des Ruhrgebiets vom nicht besetzten Gebiet.

### Die Phänomenologie des passiven Widerstandes
Unter dem Begriff des „passiven Widerstandes“ werden viele verschiedene Aktionsformen zusammengefasst. Da waren einmal flexible Streiks, wie sie im Tagebuch des amerikanischen Generals Henry Tureman Allen Ende Januar beschrieben wurden: „Die Politik, die darin besteht, Streiks hervorzurufen und abzubrechen, wo und wann auch immer es gewünscht wird, muß außerordentlich lästig für die französische Verwaltung sein“. Weiter hieß es dort: 

„Der Widerstand an der Ruhr wechselt beständig in der Form. Die Banken schließen und machen wieder auf, die Bergwerksarbeiter gehen in den Streik und fangen dann wieder an zu arbeiten. Die Schiffsarbeiter legen die Arbeit nieder und hier und da wird der Eisenbahndienst eingestellt. Augenblicklich ist die neueste Form des Widerstandes die, daß der ganze Eisenbahndienst an den Knotenpunkten einfach weggeht.“

 Gegen die Flut von Erlassen und Anweisungen wie Passierscheine und Ausgangssperren richtete sich die Nichtbeachtung solcher Befehle. Geschäfte verkauften keine Ware an Angehörige der Besatzung, in Gaststätten wurden sie nicht bedient.

Der Entzug von Informationen, wie es das Kohlensyndikat betrieben hatte, gehörte ebenfalls zum Repertoire des Widerstands. In den Zechenbetrieben bestand die Nichtzusammenarbeit auch „teils im Nichtstun, teils im geschäftigen Müßiggang, teils in Arbeiten, die dem Eindringling nicht zugute kamen.“ Intensiver wurde an Instandsetzungen gearbeitet. „Hatte man sonst nichts zu tun, so wurden Kohlen überflüssiger Weise hin- und hergefahren. Kam Militär, wurde jede Tätigkeit eingestellt“, schrieb der sopzialdemokratische Journalist Friedrich Stampfer. Das Bild der plötzlich zur bezahlten Untätigkeit verdammten Arbeiterschaft passt jedoch auch, wie der folgende Spruch jener Zeit beschreibt: „Arbeiter, findest Du eine Kiste, dann lass Dich ruhig nieder, der passive Widerstand kehrt niemals wieder!“ Die Finanzierung der erzwungenen Arbeitsruhe war ein noch nie da gewesenes Phänomen, das in den ersten Monaten eine überraschende soziale Beruhigung brachte: Der Historiker Joachim Schröder schreibt: 

„Nicht nur wurde in vielen Betrieben die Arbeiterschaft angewiesen, das Arbeitstempo zu drosseln und gegebenenfalls lediglich Notstandsarbeiten auszuführen, wobei die Zahlung des Lohns durch die Reichsregierung garantiert wurde. Auch die Arbeitgeber zeigten in Lohnfragen oftmals eine ungewohnte Nachgiebigkeit, um den neuen Burgfrieden nicht zu gefährden.“

Beginnend mit Luthers Empfang für den französischen General, gewann die Haltung der Deutschen bei Begegnungen mit Vertretern der Besatzungsmächte Symbolwert. Auch hier gab es eine große Bandbreite: Insbesondere die preußischen Kommunalbeamten wurden auf eine Haltung von Selbstachtung und Konfrontationsbereitschaft eingeschworen, eine durchaus schwierige Gratwanderung. Die Geschichte des französischen Offiziers und Pfarrers Etienne Bach erläutert, wie sich der Umgang zwischen Besatzern und Besetzten erträglicher gestalten ließ. Bei einem Besuch des Abendmahls standen Bach und sein deutscher Gegner Karl Wille, der Beigeordnete des Amtes Datteln, zufällig neben einander und reichten einander im Zuge dieser Zeremonie die Hand. Danach gingen sie verständnisvoller miteinander um.
Solche Erfahrungen blieben aber die Ausnahme. Insbesondere mit der Eskalation der Situation um den 19. Januar verbreitete sich im besetzten Gebiet eine deutlich abweisende Stimmung. Um die Bandbreite zu verdeutlichen, sei hier nur darauf hingewiesen, dass Kontakt zu Besatzungsangehörigen allein durchaus als Spionage aufgefasst und durch selbsternannte Wächter im Graubereich privater „Spezialpolizei“ lebensgefährliche Folgen haben konnte. Ein anderes Phänomen war die „physische und psychische Gewalt gegen ‚Franzosenliebchen‘“ mit Drohanzeigen und Denunziation in Zeitungen, Ächtung im sozialen Umfeld, Verfolgung und Körperverletzung.
Um den Slogan: „keine Arbeit unter Bajonetten“ aufrechtzuerhalten, wurden Arbeitswillige als Streikbrecher aufgefasst und entsprechend gewerkschaftlicher Streikerfahrung auch mit Gewalt an der Arbeitsaufnahme gehindert. Der Einzelhandel wurde zu seinem Verkaufsboykott an manchen Orten durch manchmal gewaltsamen Konformitätsdruck gebracht und in ihm gehalten.
Eine besonders wichtige Gruppe waren die deutschen Eisenbahner. Ihr passiver Widerstand begann mit dem Verbot der Zusammenarbeit mit den Besatzungsbehörden am 19. Januar. Ein erster Zwischenfall mit französischem Militär führte in Oberhausen dazu, dass die Belegschaft den Bahnhof verließ und in den Streik trat. Da das Elektrizitätswerk den Strom abdrehte, wurde der Bahnhofsbetrieb vorerst eingestellt. Eisenbahner in den Bahnhöfen Meiderich Süd, Buer Nord und Werden folgten. Am 30. Januar weiteten die Eisenbahner ihren Streik auf alle Teile des besetzten Gebietes (auch links des Rheins) aus. Im März kam es dann zu einer vollständigen Arbeitsniederlegung.
Dem deutschen Wirtschaftshistoriker Sebastian Teupe zufolge ähnelte der „passive Widerstand“ als Strategie einem Generalstreik, der bei der Niederschlagung des Kapp-Putsches 1920 so erfolgreich angewandt worden war. Michael Ruck betonte dagegen die Unterschiede. Insbesondere die Freien Gewerkschaften befürchteten die Ausweitung des passiven Widerstands zu einem Generalstreik. Besonders die Kommunisten – die gefürchtete politische Konkurrenz – arbeitete auf einen Generalstreik hin, um auf diese Weise einen vollständigen Systemwechsel im Reich voranzutreiben. Im Unterschied zu einem Dauerstreik sollten im passiven Widerstand Proteststreiks gezielt eingesetzt werden, wenn z. B. Gruben besetzt wurden, aber zeitlich begrenzt sein. Danach sollten die Belegschaften anderweitig so beschäftigt werden, dass es der Besatzung nicht zugutekam.

### Kosten der Strategie, finanzielle Absicherung und währungspolitische Stützung
Der deutsche Wirtschaftshistoriker Sebastian Teupe fasste die finanziellen Folgen der Ruhrbesetzung zusammen. Immerhin war von der Besetzung fast ein Fünftel der Industriearbeiterschaft des Deutschen Reiches betroffen. Sie bezogen nun „eine Art Arbeitsverweigerungsgeld“. Im „Dürener Abkommen“ war die Übereinkunft getroffen worden, dass Unternehmen keine Kündigungen vornahmen, die auf die Besetzung zurückgingen. Wenn Arbeitsniederlegungen unmittelbar auf Eingriffe der Besatzer zurückgingen, wurde der volle Lohn vom Reich erstattet, zwei Drittel, wenn die Wirkung indirekt war. Weitere Hilfen gab es aus der Rhein-Ruhr-Hilfe oder dem „Deutschen Volksopfer“. Extra Finanzierungsgesellschaften für die Kohle- und Stahlindustrie gaben -ähnlich wie Darlehenskassen – diskontierbare Handelswechsel aus. Der Reichstag genehmigte der Regierung am 1. Februar einen Sonderetat von 500 Mrd. Mark. All dies heizte die Inflation weiter an.
Am 22. Januar hatten sich die Ressorts von Reichsfinanz-, -verkehr, -innen- und -arbeitsministerium auf die grundlegenden Prinzipien einer Lohnsicherung verständigt. Die Bereitschaft, finanziell für Belastungen aufzukommen, die sich aus der Ausweisung unbotmäßiger Beamter aus dem besetzten Gebiet ergaben, entstand aus der Fürsorgepflicht des Reichs für diese. Ob auch Schäden oder Mehrkosten für Private erstattet werden sollten, war eine offene Frage. Schließlich kamen Betriebskredite an Klein- und Mittelbetriebe hinzu. Bereits Ende Januar entstand so eine komplexe Struktur, um durch Unterstützungszahlungen, Kredite und Entschädigungen die schon bald eintretenden Einschränkungen des wirtschaftlichen Lebens und die Belastungen durch Sanktionen der Besatzungsmächte zumindest finanziell aufzufangen und es der Bevölkerung zu ermöglichen, die Verweigerung der Kooperation weiter durchzuhalten.
Darüber hinaus wurden auch die Gold- und Devisenreserven der Reichsbank für eine spektakuläre Bremsaktion der Hyperinflation eingesetzt. Während Volker Ullrich vom „Todesstoß“ spricht, den der passive Widerstand der Währung versetzte, relativierte der Wirtschaftswissenschaftler Carl-Ludwig Holtfrerich den ursächlichen Zusammenhang von Hyperinflation und Ruhrgebietsbesetzung. Die Währungsstützungsaktion der Reichsbank von Februar bis April habe es geschafft, den Wechselkurs als auch den Großhandelsindex in diesem Zeitraum zu stabilisieren und die Hyperinflation kurzzeitig umzukehren. Als sie im Mai mangels Masse endgültig abgebrochen wurde, setzte die Hyperinflation mit unvermittelter Wucht wieder ein. Diese Aktion, die auf eine Initiative des Reichskanzlers Cuno Ende Januar zurückging, stand allerdings auch in direktem Zusammenhang mit der Stabilisierung des passiven Widerstands. Sie sollte dabei helfen, dass der Widerstand nicht alsbald zusammenbrach und Zeit für außenpolitische Initiativen gewonnen wurde.
Die Besetzung löste in der Weimarer Republik große Empörung aus. Die Reichsregierung unter dem parteilosen Kanzler Wilhelm Cuno rief die Bevölkerung am 13. Januar 1923 zum „passiven Widerstand“ auf. An Frankreich und Belgien wurden keine Reparationen mehr gezahlt, Industrie, Verwaltung und Verkehr wurden mit Generalstreiks teilweise lahmgelegt. Betriebe und Behörden leisteten teilweise den Anordnungen der Besatzer nicht Folge. Die Beamten und Arbeiter der Deutschen Reichsbahn verweigerten den Dienst und verließen ihre Dienstposten, oft unter Mitnahme aller dienstlichen Unterlagen und Informationen. In vielen Bahnhöfen und Stellwerken wurden die Beschriftungen demontiert, Lokomotiven und Wagen in unbesetztes Gebiet abgefahren.

### Vorgehen der Besatzungsmächte gegen den passiven Widerstand

#### Den Widerstand brechen
Nach dem ersten Überraschungsmoment schwenkten sowohl Paris als auch Brüssel bereits früh auf eine zeitlich unbestimmte Perspektive um; es würden – so ließ Poincaré öffentlich am 16. Januar verlautbaren – keine sofortigen substantiellen Einkünfte von der Ruhr erwartet. Die Ankunft General Weygands im Ruhrgebiet am 25. Januar 1923 setzte neue übergeordnete Akzente. Sowohl die politische Führung in Brüssel als die belgischen Ingenieure im Ruhrgebiet drängten auf maximalen Druck und scheuten vor drastischen Vorschlägen – Minenflutungen, Betriebsstilllegungen, Importunterbrechung etc. – nicht zurück, um dem Widerstand schnell ein Ende zu machen und Frankreichs möglicherweise weiter reichende Pläne zu stoppen. Das französische Vorgehen wiederum setzte auf Zeit. Allmählich sollten die Druckmaßnahmen gesteigert werden, um nicht Unruhen zu erzeugen, die der Ruhraktion zugeschrieben werden konnten.

#### Das Wirtschaftsleben als Kampfschauplatz
Der Wirtschaftshistoriker Christian Kleinschmidt verweist auf die wirtschaftlichen Aspekte der Ruhrbesetzung. Ihm zufolge richtete sich der wirtschaftliche Gegenschlag auf die Mobilität und zuerst auf die Desorganisation von Lieferketten Die Besetzung von zentralen Bahnknotenpunkten störte den Bahntransport abrupt in der ganzen Region. In der Binnenschifffahrt führten Beschlagnahmungen einerseits und Sabotageakte andererseits zu einer drastischen Reduktion der Warenströme. Die Besetzung der Häfen Wesel und Emmerich brachte die Rheinschifffahrt zum Erliegen. Kleinschmidt schreibt dazu: „Der Austausch von Rohstoffen und Produktion, insbesondere des Bergbaus und der Eisen- und Stahlindustrie, war damit unterbrochen“. Die Errichtung einer Zollgrenze am Rhein erschwerte den Warenaustausch mit dem unbesetzten Gebiet. Der Betrieb selbst wurde jedoch bis in den März in vielen schwerindustriellen Betrieben aufrechterhalten, da noch Rohstoffe auf Lager waren. Mit der zunehmenden Beschlagnahme der Lagerbestände in den Betrieben wurde die Produktion dann mehr und mehr stillgelegt, auch in der nachgelagerten Produktion. Jedoch nutzen Unternehmen diese Phase im Bergbau, in der Eisen- und Stahlindustrie für eine Erneuerung der Anlagen.

#### Übernahme zentraler Industrien und Infrastruktur und Ausbeutung in eigener Regie
Entsprechend dem ursprünglichen Plan Marschall Fochs sollten Zechen und Kokereien in französische Regie übernommen, staatliche Einkünfte konfisziert und widerständige Beamte ausgewiesen werden. Entsprechend wurde zwischen dem besetzten und unbesetzten Gebiet eine bewachte Grenze eingerichtet. Zunächst hatten sich Kohlenzügen auf Gleisen, die den Besatzungsmächten unbekannt waren, aus dem Ruhrgebiet herausschleichen können, doch aufgrund verschärfter Streckenkontrollen war es Mitte Februar damit vorbei. Parallel dazu reklamierten Frankreich und Belgien weitere Hoheitsrechte, störten den deutschen Eisenbahnbetrieb und bauten eigene Transportkapazitäten auf. „Die Kohlenabfuhr nach Westen ist seit gestern in Ganz gekommen“, hieß es am 9. Februar in einem Lagebericht. Aber die gemeldeten Züge schafften es noch nicht bis zur Grenze. So energisch die Aktionen auch betrieben wurden – die Komplexität der Infrastruktur und der deutsche Widerstand führten dazu, dass diese Maßnahmen ihre Zeit brauchten, bis sie wirksam wurden. Gleichwohl kam im Februar auch eine Transportkapazität auf dem Rhein in Gang.
Mit der „Regiebahn“ installierten die Besatzungsmächte ab dem 1. März einen eigenen Eisenbahnbetrieb, der in Konkurrenz zur Reichsbahn trat. Der Kampf um die Zusammenarbeit der Eisenbahner gipfelte in den folgenden Monaten in einer Ausweisungswelle von 25.300 Beschäftigten, zusammen mit ihren 60.000 Familienangehörigen. Gleichzeitig erlaubte die komplexe Infrastruktur es jedoch denen, die sich mit ihr auskannten, immer wieder, Ausweichmöglichkeiten und weitere Transportoptionen zu schaffen, die nicht den Besatzungsauflagen unterlagen.
Die Besatzungstruppen reagierten darauf mit der Übernahme des Betriebs in den Regiebetrieb durch die sogenannte Régie des Chemins de fer des Territoires occupés. Dies erforderte in erheblichem Umfang den Einsatz französischer und belgischer Eisenbahner. Aufgrund der vielfach fehlenden technischen Dokumentationen sowie der von französischen und belgischen Normen deutlich abweichenden Fahrzeug- und Sicherungstechnik der Reichsbahn führte dies zunächst zu erheblichen Problemen durch Unfälle sowie zu einer deutlich reduzierten Leistung des Eisenbahnnetzes.
Ein weiterer Strang der Inbesitznahme bestand in der eigenen Ausbeutung der Kohlen- und Koksbestände. Hier begannen die Belgier ihre erste gewaltsame Zechenbesetzung am 11./12. März. Am 10. März besetzten französische Soldaten das Stahlwerk August-Thyssen-Hütte.

#### Direkte Repression gegen den passiven und aktiven Widerstand
Für die Ausbeutung des besetzten Gebietes wurden eigene Instanzen errichtet, während die rechtmäßigen Instanzen durch Eingriffe in die Infrastruktur bei Befehlsverweigerung geschädigt oder in ihrer Arbeit gestört wurden. Die eigenen Instanzen der Besatzung sollten mit Zwang und Druck durchgesetzt werden, die wichtigsten Mittel dabei waren Verhaftung, Geldstrafen, Vertreibung und Ausweisung von Personen und die Zerstörung von Gütern. Die Einfuhr von Lebensmitteln aus dem nicht besetzten Deutschland wurde seitens der Besatzungsmächte nicht direkt verboten. Sie kam jedoch durch die Weigerung deutscher Stellen mit den Besatzungsbeörden z. B. bei der Beschaffung von Einfuhrpapieren, die auch für diese Güter verlangt wurden, faktisch zum Erliegen. Es wurde allerdings die Verwaltung ganzer Ruhrgebietsstädte massiv in ihrer Arbeit beeinträchtigt, wenn vor Ort die Zusammenarbeit verweigert wurde und im Gegenzug Beamte oder Magistratsangehörige verhaftet und Dienstgebäude besetzt wurden.
Mark Jones beschreibt ein „Muster willkürlicher Gewalt“, das Anfang Februar begann und die Unterwerfung der Bevölkerung zum Ziele gehabt habe. Insbesondere in Recklinghausen und Bochum kam es im Februar zu gewalttätigen Ausschreitungen von Besatzungsangehörigen gegen deutsche Zivilisten. Auch hier waren die Auslöser Aktionen im Rahmen des passiven Widerstands oder neue Anordnungen der Besatzungsoffiziere. Auch Vergewaltigungen waren von Anfang an Bestandteil des Besatzungsalltags. Die Monate März bis Juni „waren für deutsche Frauen die gefährlichste Zeit“. Jones kommt zu dem Schluss: „Vergewaltigung war Bestandteil der allgemeinen Gewaltkultur der Besatzungstruppen gegen die zivile Bevölkerung des Ruhrgebiets.“ Ganz anders, nämlich als baldiges Abbröckeln und weitgehendes Unbetroffensein, deutet der deutsche Sozialwissenschaftler und Historiker Stefan Goch das Alltagserleben im Ruhrgebiet während des passiven Widerstands.
Der französische Historiker Stanislas Jeannesson hat deutsche Beschwerden gegen französische Übergriffe untersucht. Dafür wertete er deutsche wie französische Quellen aus. Gewalttaten folgten ihm zufolge den „den Umschwüngen der Besatzungszeit“. So verlief der Einmarsch der Truppen an der Ruhr vom 11. bis zum 15. Januar ohne schwerwiegende Vorfälle. Die Spannungen stiegen, als sich der passive Widerstand in der zweiten Januarhälfte herausbildete und viele französisch-belgische Maßnahmen wie Requirierungen, Beschlagnahmungen, Geldstrafen, Ausweisungen und Verhaftungen die Bevölkerung gegen die Besatzer aufbrachten. Einer der Monate mit vielen Gewalttaten war der März, der durch den „Essener Blutsamstag“ (31. März 1923, siehe dazu unten) mit 13 Toten und 20 Verletzten in den Krupp-Werken besonders hervorstach. Das war der Zwischenfall mit den weitaus meisten Opfern. Von April bis Mai war besonders die nationalistische deutsche Propaganda aktiv und eine Reihe von Sabotageakten und gewalttätigen Anschlägen mit Todesopfern zu verzeichnen. Die französischen Quellen dokumentierten über 250 Sabotageakte von März bis Juni. An den Grenzen zum unbesetzten Gebiet und an den militarisierten Bahnlinien hatten die Besatzungsmächte Wachtposten aufgestellt. Die Soldaten hatten strikte Anweisungen, sofort zu schießen, wenn auf Anruf nicht reagiert wurde. Im Sommer verurteilte die Berliner Regierung den gewalttätigen, sogenannten „aktiven Widerstand“, der daraufhin auch nachließ. Mit der Einstellung des Widerstands am 26. September 1923 ließ in der deutschen Presse die systematische Anklage französischer Gewalttaten deutlich nach. Die Angaben zu Opferzahlen in den deutschen und den französischen Quellen gehen auseinander. Jeannesson hat sie daher in zwei Tabellen aufgeführt, zunächst die deutsche, dann die französische Zahl: 149 / 114 Tote in Ruhrgebiet und Rheinland im Jahr 1923; 110 / 72 Schwerverletzte; 77 / 50 Vergewaltigungen und 39 / 19 Vergewaltigungsversuche. Auf Seiten der Besatzer wurden bis zum 15. August 1923 20 Todesfälle registriert. Die Gesamtzahl der Todesopfer aller Seiten ist bis heute unbekannt.
Die Besatzungstruppen reagierten auf den passiven Widerstand mit 150.000 Strafen, die neben Gefängnisstrafen vor allem bei Eisenbahnern die Ausweisung aus dem besetzten Gebiet bedeuteten. Inzwischen begingen ehemalige Freikorpsmitglieder und auch Kommunisten Sabotageakte und Anschläge gegen die Besatzungstruppen. Unter anderem wurde der Emscher-Durchlass des Rhein-Herne-Kanals bei Henrichenburg durch eine Sprengung zerstört. Insbesondere in der KPD war diese Taktik allerdings umstritten. Der Deutschlandexperte der Komintern Karl Radek verurteilte zwar die rechte Gesinnung der Saboteure, lobte aber deren Radikalismus, während andere jede verbale Nähe zum Ruhrkampf als nationalistisch ablehnten. In der politischen Rechten wurde die Sabotage dagegen gefeiert. Die Besatzungsmacht reagierte auf diese Aktionen mit Sühnemaßnahmen, die Situation eskalierte und forderte 137 Tote. Albert Leo Schlageter wurde als Abschreckung wegen Spionage und Sabotage zum Tode verurteilt und hingerichtet, was ihn in der deutschen Öffentlichkeit zum Märtyrer machte.
In einer als Essener Blutsamstag bekannt gewordenen Begebenheit widersetzen sich Arbeiter und Werksleitung der Firma Krupp der Beschlagnahme ihrer Lastkraftwagen durch französische Soldaten, worauf diese in die Menge schossen und dabei 13 Arbeiter töteten. In der Folge wurde Gustav Krupp von den französischen Besatzern in einem Schauprozess zu 15 Jahren Gefängnis verurteilt.
Ein weiterer Höhepunkt der Gewalt war die „Dortmunder Bartholomäus-Nacht“: In der Nacht zum Sonntag, den 10. Juni 1923, wurden zwei Franzosen von Unbekannten erschossen. Als Reaktion verhängte die Besatzungstruppe mittags eine Ausgangssperre für die Zeit von 21 Uhr abends bis 5 Uhr in der Frühe. Dortmunder, die einen Sonntagsausflug ins Umland gemacht hatten, erhielten von dieser Maßnahme nicht mehr rechtzeitig Kenntnis. Sechs Männer aus Dortmund und ein Schweizer Staatsbürger wurden bei ihrer Rückkehr ohne Vorwarnung niedergeschossen. Die Beisetzung der Dortmunder fand am 15. Juni 1923 unter Anteilnahme von 50.000 Menschen auf dem damaligen Westfriedhof statt.

#### Die Vergrößerung der selbstschädigenden Wirkungen des Widerstands
Die Besatzungsoffiziere erkannten darüber hinaus schnell, wie sie durch gezielte Repressionen den Aufwand und die Kosten des Widerstands in die Höhe treiben konnten. Ein deutscher Polizeioffizier berichtete am 8. Februar 1923 von seiner diesbezüglichen Unterhaltung mit dem Kommandeur in Recklinghausen. Der Kommandeur hätte dabei erklärt:

„Sie, die Franzosen, hätten Essen, warme Bekleidung und Unterkunft. Wenn die Bevölkerung in ihrer ablehnenden Haltung verharre, so würde sie sich selber schaden. Zuerst seien die Franzosen sehr milde aufgetreten, die Maßregeln würden nun immer strenger werden. Er – der Kommandeur - habe jetzt die Theater und Wirtschaften usw. geschlossen; demnächst würde er den Nachtverkehr verbieten und so würde es immer weitergehen, bis die Bevölkerung nachgäbe.“

 Vor allem dann, wenn technische Branchen streikten, wurde das für die Wirtschaftsabläufe auf der deutschen Seite problematisch. Als die Bediensteten der Post in Duisburg in den Streik traten, hieß es von der Besatzungsseite: 

„Uns können Sie mit dem Post- und Eisenbahnerstreik nicht schädigen. Wir haben unseren eigenen Verkehr, wir haben drahtlose Telegraphie, wir haben Telegrafen- und Telefonverkehr und können unsre sonstige Post befördern. Also, meine Herren, Sie schädigen sich selbst.“

 Auf der deutschen Seite sahen das die Handelskammer, Gewerkschaften und Industrie vor Ort in diesem Fall genauso.

## Ende des Ruhrkampfes

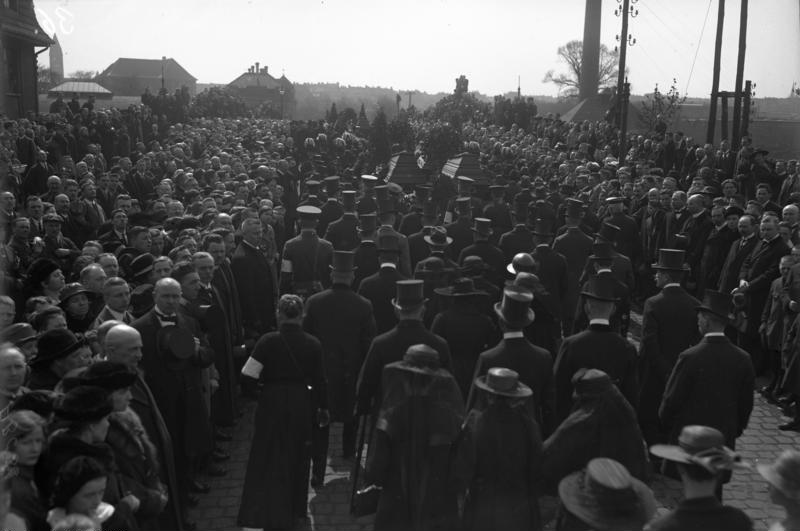
Beisetzung der Opfer

Während des passiven Widerstands erstattete der Staat die ausgefallenen Lohneinkünfte von etwa zwei Millionen Arbeitern im Ruhrgebiet. Zu diesem Zahlungszweck befahl die Regierung unter Reichskanzler Cuno der Reichsbank eine extreme Geldaufblähung mit der Folge sofort einsetzender Hyperinflation sowie daraus resultierenden schweren sozialen und gesellschaftlichen Verwerfungen.
Der neu gewählte Reichskanzler Gustav Stresemann verkündete am 26. September 1923 den Abbruch des passiven Widerstands. Die jetzt extrem zerrütteten Staatsfinanzen führten zur gesellschaftlichen Radikalisierung, welche antikommunistische und antirepublikanische Kräfte in Bayern zum missglückten Putschversuch nutzten. Der volkswirtschaftliche Gesamtschaden der Ruhrbesetzung wird geschätzt mit etwa vier bis fünf Milliarden Goldmark. Der schon seit Kriegsende 1918 drohende Staatsbankrott wegen untilgbarer Kriegsschuldenlast wendeten die Vertreter der Staatsräson ab durch Auslösen einer längst vorbereiteten Währungsreform. Der totale wirtschaftliche Zusammenbruch des Staates erleichterte Neuverhandlungen mit den ehemaligen Kriegsgegnern zwecks Minderung der weiteren Reparationslast. Damit endete eine Inflationsphase, die beginnend bereits mit Kriegsbeginn 1914 schleichend eingesetzt hatte.
Auch für Frankreich waren die Folgen verheerend. Die Ruhrbesetzung hatte nicht zu den erhofften Reparationseinnahmen geführt, das fortbestehende Haushaltsdefizit ließ den Kurs des Franc beständig fallen. Im Frühjahr 1924 bekam man für einen Dollar knapp 29 Franc im Vergleich zu knapp 11 Franc noch Mitte 1922. Frankreich musste bei dem amerikanischen Bankhaus J.P. Morgan um einen Stabilisierungskredit nachsuchen, der die Spekulation gegen den Franc stoppen sollte, den es nur erhielt, nachdem Poincaré Ausgabenkürzungen und Steuererhöhungen zugesagt hatte. Eine weitere Bedingung war die Zustimmung der Regierung von Präsident Calvin Coolidge: auch dies eine Motivation für Poincaré, am 25. Oktober 1923 in die Einberufung einer Kommission internationaler Experten unter amerikanischer Beteiling einzuwilligen.

## Ende der Ruhrbesetzung

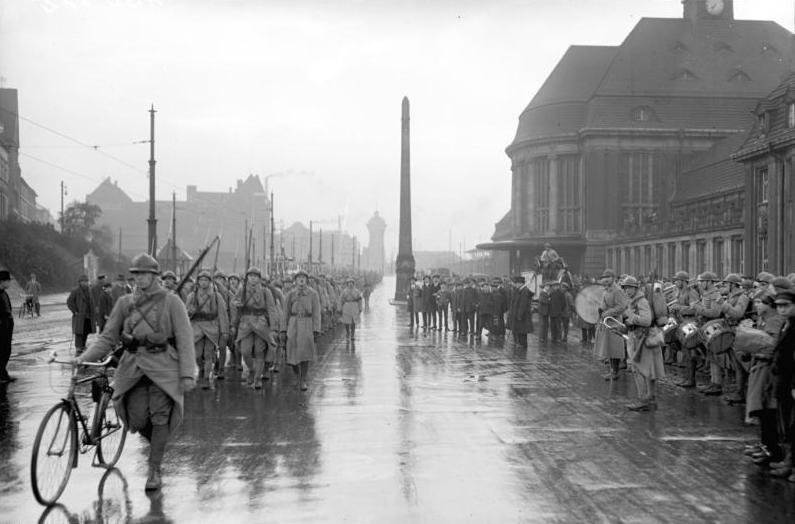
Vorbeimarsch abziehender französischer Truppen am Dortmunder Hauptbahnhof, Oktober 1924

Die Expertenkommission wurde am 30. November 1923 von der Reparationskommission einberufen. Unter dem Vorsitz des Amerikaners Charles G. Dawes erarbeitete sie vom 14. Januar bis zum 9. April 1924 den nach diesem benannten Dawes-Plan, der im August 1924 von der Londoner Konferenz angenommen wurde. Seitdem erhielten Frankreich und die anderen Gläubiger erstmals regelmäßig Einnahmen aus den deutschen Reparationen. Im Gegenzug wurden die innerhalb des besetzten Ruhrgebiets am weitesten östlich gelegenen Städte Hörde und Dortmund bereits im Oktober 1924 geräumt; die französisch-belgische Truppenstärke nahm im übrigen Besatzungsgebiet von da an schrittweise ab. Die Besetzung des Ruhrgebiets endete im Juli und August 1925.

Militärische Medaille zum Ende der Ruhrbesetzung
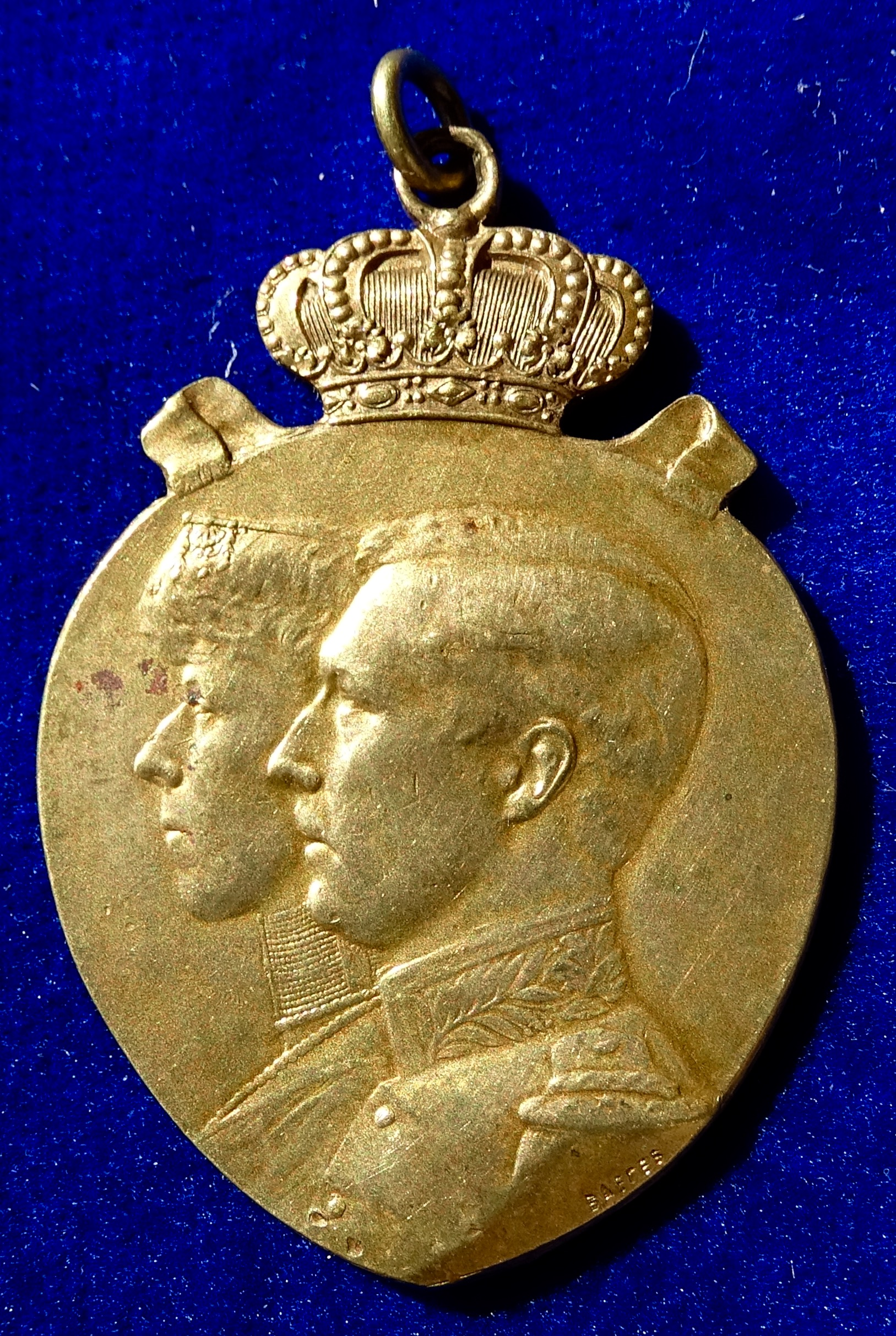
Doppelportrait des belgischen Königspaares Albert und Elisabeth 1924 (Vorderseite)
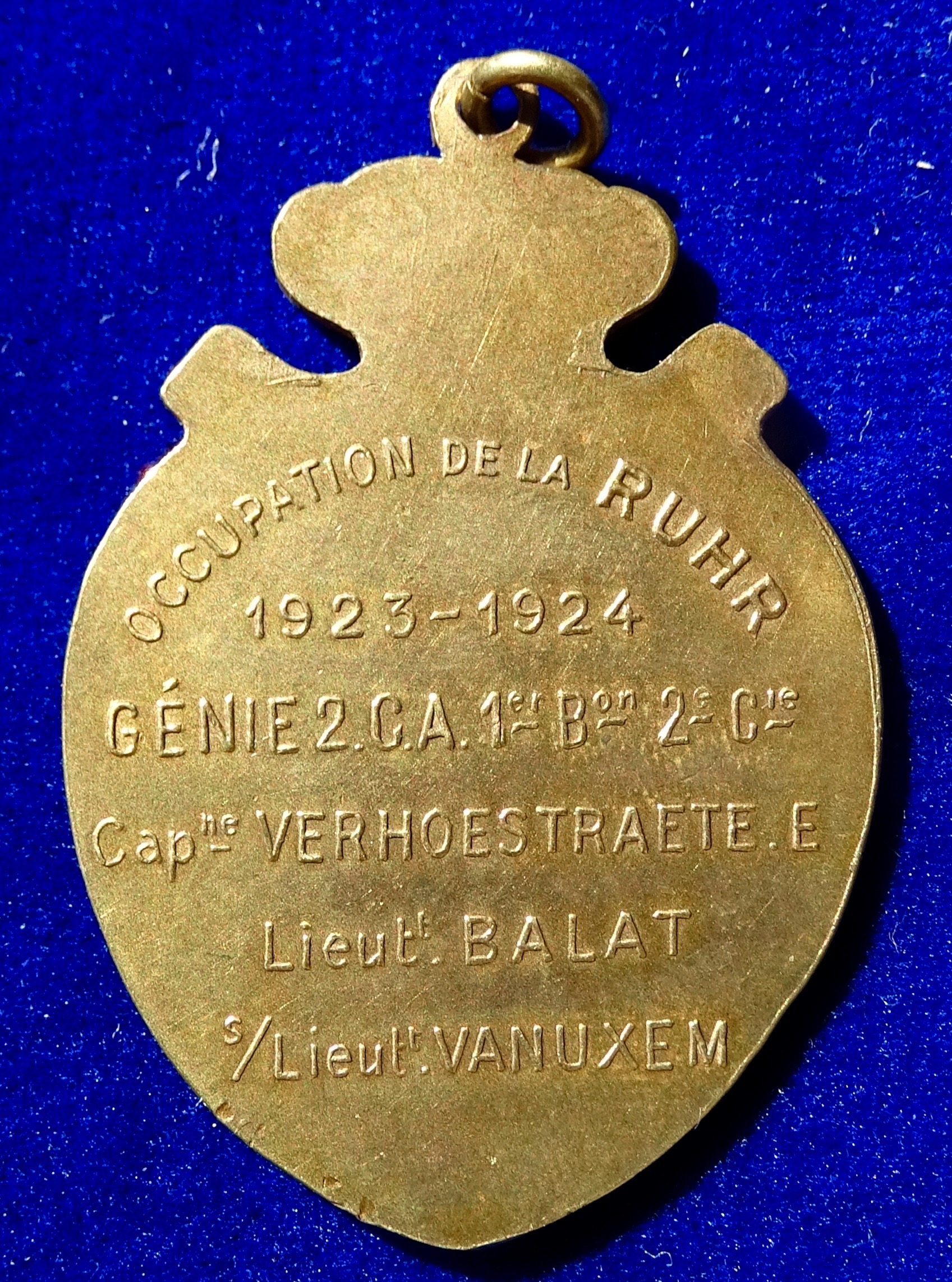
Namen der an der Besetzung des Ruhrgebiets beteiligten belgischen Offiziere (Rückseite)

Entgegen dem weiterhin gültigen MICUM-Abkommen besetzten am 7. März 1936 Truppen der deutschen Wehrmacht die entmilitarisierte Rheinlandzone.

## Bezeichnung
Die offizielle französische Sprachregelung betonte mit dem neutralen Begriff occupation den wirtschaftlich-technischen Aspekt dieser Militäraktion zum Schutze der 72 Ingenieure der Interalliierten Kommission zur Kontrolle der Industrieanlagen und Kohlegruben (Mission Interalliée de Controle des Usines et des Mines - MICUM). Nicht nur die maßgeblichen politische Verlautbarungen nahmen diese Position ein, sondern auch das zeitgenössische französische Fachschrifttum sprach von einer dezidiert nicht-kriegerischen Besetzung des Ruhrgebietes („occupation pacifique“). 1925 leitete die – international rezipierte – juristische Dissertation des vormals als Staatsanwalt an einem Militärgericht in Düsseldorf tätigen Emmanuel Joseph René Poupard die Ruhrbesetzung aus einschlägigen Sanktionsbestimmungen des Friedensvertrages von Versailles ab und stellte damit die uneingeschränkte völkerrechtliche Legalität der Ruhrbesetzung fest. Im Jahr 1995 erschien ein Dokumentarfilm mit historischen Filmdokumenten in der französischen Öffentlichkeit mit dem Titel La Bataille de la Ruhr. Die Begriffe französisch bataille  (Schlacht) oder französisch combat (Kampf) bezeichnen jedoch, dem französischen Historiker Stanislas Jeannesson zufolge besser den Charakter der Auseinandersetzung: „Es war zunächst ein realer Kampf an Ort und Stelle, in dem es zu zahlreichen, unmittelbaren und unvermeidlichen Zusammenstößen zwischen Soldaten und Zivilisten kam.“ Im zeitgenössischen deutschen Sprachgebrauch – beispielhaft in den Debatten im Reichstag – war vom Ruhrkampf die Rede, oder auch von Ruhreinbruch (und dem Ruhrgebiet als dem „Einbruchsgebiet“) oder vom passiven Widerstand. Geschichtspolitischer und publizistischer Wortführer in der Debatte um die Ruhrbesetzung wurde auf deutscher Seite ab 1929/30 – in schroffem Gegensatz zur zeitgenössischen französischen Begründung und Interpretation der Ruhrbesetzung – Düsseldorfs Stadtarchivar Paul Wentzcke. Bereits seit 1919 hatte er durch zahlreiche propagandistische Zeitungsartikel sowie durch zeit- und regionalgeschichtliche Veröffentlichungen erhebliche, über historiografische Fachkreise hinausreichende Bekanntheit zu Fragen der alliierten Rheinlandbesetzung ab Dezember 1918 und zur deutsch-französischen Erbfeindschaft erlangt. Unter Wentzckes Namen erschien 1930/32 unter dem programmatischen Titel „Ruhrkampf“ eine zweibändige, betont antifranzösisch und deutschnational gehaltene sowie für längere Zeit stilbildende Gesamtdarstellung der Entwicklungen und Auseinandersetzungen von 1921 bis 1925. Jeannesson hingegen beschränkt Begriff und Phänomen Ruhrkampf im engeren Sinne auf die spannungsreiche und von beiderseitigen Gewalthandlungen gekennzeichnete erste Phase der Ruhrbesetzung, d. h. auf den Zeitraum vom Einmarsch französisch-belgischer Truppen Mitte Januar 1923 bis zum Abbruch des passiven Widerstandes seitens der deutschen Reichsregierung am 26. September.

## Gedenken
Eine Liste von Denkmälern und Gedenktafeln im Ruhrgebiet / Rheinisch-Westfälischen Industriegebiet:
- Denkmal im Westpark Dortmund
- Gedenktafel am Tunnel der Straße Hohle Eiche in Dortmund-Löttringhausen
- „Ruhrbefreiungsdenkmal“ an der Brachtstraße[115] in Essen-Bredeney ( 51,41785° N, 6,99373° O)
- Gedenktafel in Wanne-Eickel an der Hauptstraße, gegenüber Ulmenstraße;[116] heute ausgestellt im Ruhrmuseum Essen
- Gedenktafel am Eisenbahntunnel des Ruhrtalradweges in Wetter-Wengern
- Schlageter-Nationaldenkmal in Düsseldorf, 1931 eingeweiht, 1946 abgerissen
- Das Gefallenendenkmal der Kleingartenanlage an der Ostermannstraße in Bochum führt auch ein Unfallopfer der Französischen Besatzungszeit auf

Ein Denkmal für die am Karsamstag 1923 bei den Krupp-Werken von französischem Militär erschossenen Arbeiter stand auf dem Essener Ehrenfriedhof.

## Filme
- Der Ruhrkampf – La Bataille de la Ruhr. Französische Filmaufnahmen aus Westfalen und dem Rheinland 1921–1925. DVD, hrsg. vom LWL-Medienzentrum für Westfalen, Münster 2006 (= Westfalen in historischen Filmen), Markus Köster, Annika Schütz: Einführung, in: Begleitheft zum Film, S. 5 f.
- Franzosen im Revier – Der Ruhrkampf 1923. WDR 2008, Regie: Claus Bredenbrock
- Der Feind am Rhein – Die alliierte Besatzung nach dem Ersten Weltkrieg. WDR 2009, Regie: Claus Bredenbrock